# I Liceum Ogólnokształcące im. Wojciecha Kętrzyńskiego w Giżycku
I Liceum Ogólnokształcące im. Wojciecha Kętrzyńskiego w Giżycku – jedno z dwóch liceów ogólnokształcących (oprócz II LO) w Giżycku. Ze względu na kolor elewacji jest wśród starszych mieszkańców nazywane „Czerwoną Szkołą” lub „Jedynką”.

## Historia
Po 1945

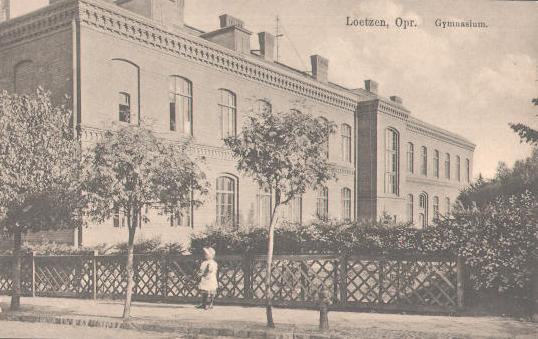
Gimnazjum Państwowe w latach międzywojennych

Uroczyste otwarcie Gimnazjum Państwowego w Giżycku nastąpiło 1 września 1945, w budynku dawnego niemieckiego Gimnazjum Państwowego. Funkcję dyrektora pełnił wtedy Józef Czerniawski.
W 1950 szkoła przyjęła nazwę Liceum Ogólnokształcącego i Szkoły Podstawowej nr 7. Rok później zaczęła się akcja organizacji gabinetów przedmiotowych.
W 1956 szkole nadano imię Wojciecha Kętrzyńskiego – bojownika o polskość Mazur.
W 1962 w budynku przy ul. Wyzwolenia (ob. ul. Gen. Zajączka) i pl. Grunwaldzkim utworzono internat Liceum, który kuratorium w Olsztynie uznała za najlepiej prowadzoną tego typu placówkę w województwie
2 czerwca 1974 uroczyście nadano szkole sztandar w uznaniu zasług wniesionych w drodze Oświaty i Wychowania Warmii i Mazur oraz odznaczenie sztandaru odznaką „Zasłużony dla ZMS”.
15 kwietnia 1978 szkoła otrzymała medal pamiątkowy Komisji Edukacji Narodowej za osiągnięcia sportowe.
W listopadzie 1980 placówka została przyjęta w poczet szkół stowarzyszonych z UNESCO.

15 września 1983 szkoła otrzymała zbiorową odznakę „Za zasługi w rozwoju sportu młodzieży szkolonej”. 

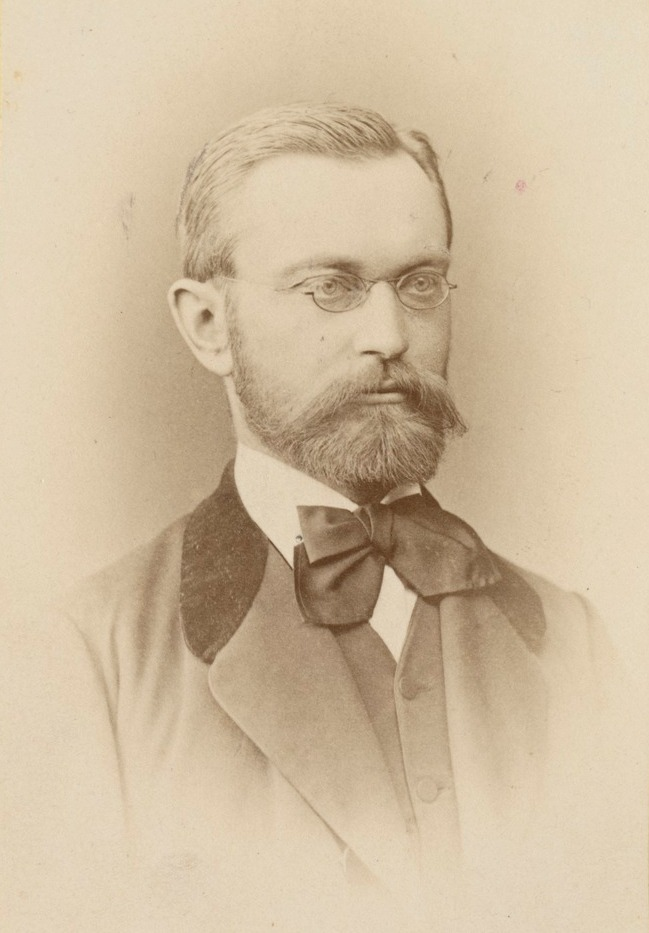
Wojciech Kętrzyński – patron I LO

12 października 1995 obchodzono 50–lecie istnienia placówki oświatowej. 2 dni później szkoła została uhonorowana medalem XX–lecia województwa suwalskiego.
W 1998 przestało istnieć liceum wieczorowe.
W 1999 Starostwo Powiatowe w Giżycku rozwiązało internat szkoły.
W 2000 Kapituła Rankingu Szkół Średnich organizowanego przez miesięcznik "Perspektywy" i dziennik „Rzeczpospolita” pod kierownictwem rektora SGH prof. Rockiego przyznała szkole 135. miejsce w kraju oraz 4. miejsce w województwie warmińsko – mazurskim. W tym samym roku szkole przyznano 80. miejsce w kraju oraz pierwsze miejsce w województwie warmińsko–mazurskim. Dyrektor Michalina Paschalska została zaproszona do Warszawy na spotkanie dyrektorów najlepszych szkół średnich.
Koło Turystyczno–Krajoznawcze PTTK „Dreptusie”, działające w Liceum, uznane zostało za najlepsze w województwie i otrzymało 7 grudnia 2001 „Złotą Honorową Odznakę PTTK”.
W 2002 szkole przyznano 190. miejsce w kraju i trzecie miejsce w województwie.
W dniach 11–17 maja 2002 odbyła się wizyta 26–osobowej grupy uczniów z Włoch, Belgii, Hiszpanii oraz Rumunii w ramach Międzynarodowej Wymiany Młodzieży.
W dniach 24–25 września 2004 obchodzono 40–lecie KT–K PTTK „Dreptusie”.
W 2008 szkoła zajęła 194. miejsce w Ogólnopolskim Rankingu Szkół Ponadgimnazjalnych.
W 2009 szkoła zajęła 273. miejsce w Polsce oraz 9. miejsce w województwie w rankingu „Perspektyw”.
W 2012 szkoła otrzymała Srebrną Tarczę w rankingu „Perspektyw”, znajdując się pośród 500 najlepszych liceów w Polsce i powtórzyła ten wynik zarówno rok, jak i dwa lata później.
W 2014 szkoła otrzymała tytuł „Szkoły humanitarnej”.

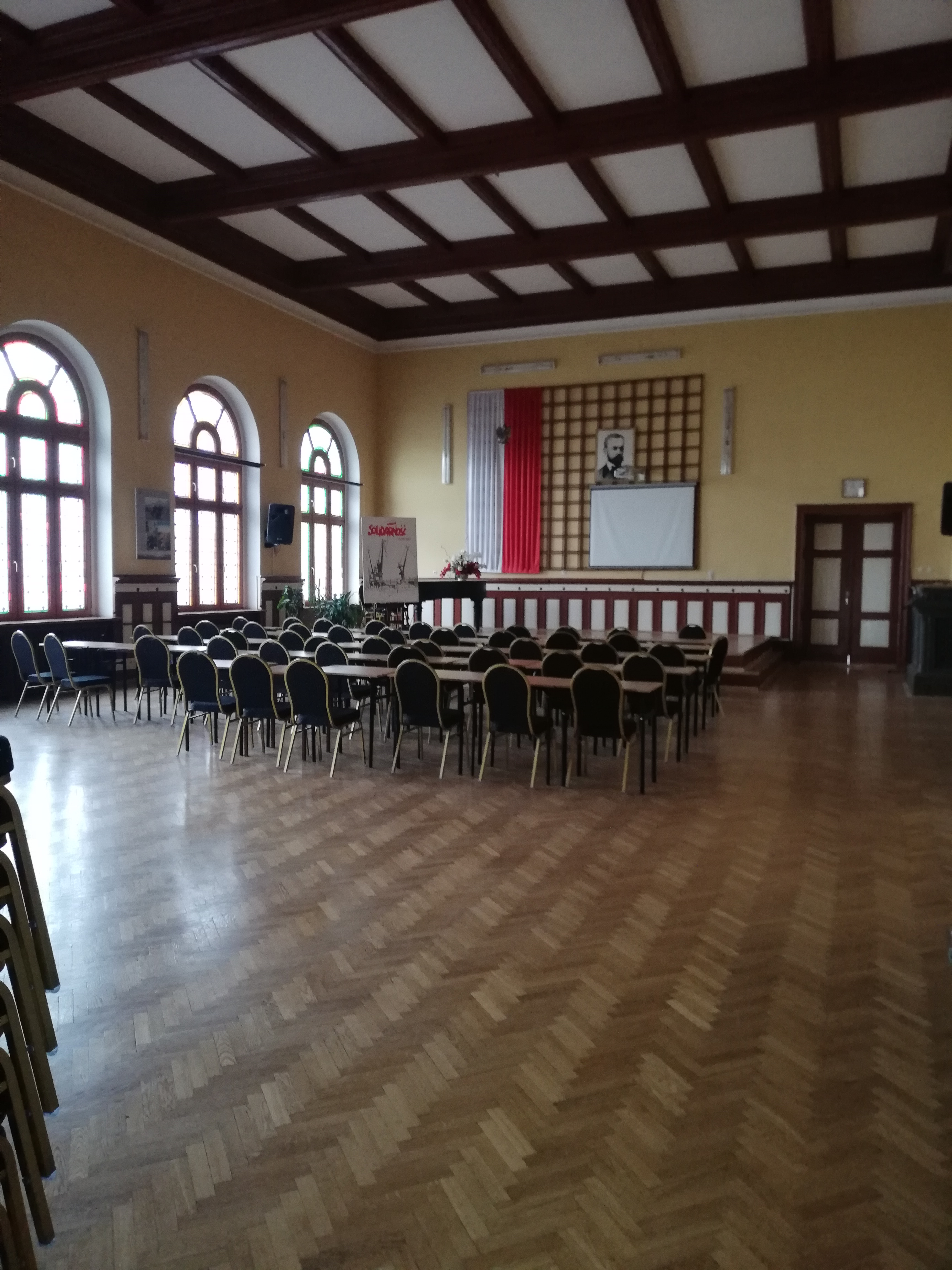
Aula

18 września 2015 uroczyście obchodzono 70–lecie szkoły.
W 2017 I LO z Giżycka zajęło 8. miejsce wśród 14 wyróżnionych. W kategorii najlepszych szkół ponadgimnazjalnych w regionie Warmii i Mazur oraz sąsiednich terenów; 6. miejsce na 11 wyróżnionych w województwie warmińsko–mazurskim.

## Absolwenci
- Józef Poklewski – profesor historii sztuki Uniwersytetu Mikołaja Kopernika w Toruniu
- Stanisław Woronowicz – profesor nauk fizycznych Uniwersytetu Warszawskiego
- Tadeusz Jasudowicz – prawnik, profesor nauk prawnych Uniwersytetu Mikołaja Kopernika w Toruniu
- Piotr Jeżowski – doktor habilitowany ekonomii Szkoły Głównej Handlowej
- Wojciech Łukowski – polski politolog
- Grzegorz Białuński – historyk, profesor nauk humanistycznych Uniwersytetu Warmińsko-Mazurskiego
- Krzysztof Chlebus – doktor nauk medycznych Gdańskiego Uniwersytetu Medycznego, podsekretarz stanu w Ministerstwie Zdrowia w drugim rządzie Donalda Tuska
- Jan Koleśnik – doktor habilitowany nauk ekonomicznych Szkoły Głównej Handlowej
- Piotr Kryk – biskup greckokatolicki, egzarcha apostolski Niemiec i Skandynawii
- Grażyna Gęsicka – poseł na Sejm RP, minister rozwoju regionalnego w rządach Kazimierza Marcinkiewicza i Jarosława Kaczyńskiego
- Jakub Godzimirski – antropolog
- Odeta Moro – dziennikarka i prezenterka telewizyjna
- Jolanta Piotrowska – członek zarządu województwa warmińsko–mazurskiego, była burmistrz Giżycka

## Dyrektorzy
Dyrektorem placówki od 2023 jest Beata Jolanta Budzińska.

### Dyrektorzy szkoły
- 1945 – 1947 – Józef Czerniawski
- 1947 – 1948 – Berta Sangowicz
- 1948 – 1949 – Jadwiga Stasiun
- 1949 – 1950 – Mateusz Gilewicz
- 1950 – 1951 – Stanisław Gniazdowski
- 1951 – 1952 – Stefan Sobaniec
- 1952 – 1965 – Zenon Stefański
- 1965 – 1985 – Jan Tuszkowski
- 1985 – 1991 – Ema Jadwiga Wielgosz
- 1991 – 2001 – Franciszka Michalina Paschalska
- 2001 – 2009 – Marek Cieślewicz
- 2009 – 2023 – Iwona Zofia Rosa
- od 2023 – Beata Jolanta Budzińska

### Wicedyrektorzy szkoły
- Adela Koszewska
- Mikołaj Czuczo
- Krystyna Drab
- Julian Rachowicz
- Franciszek Radkiewicz
- Halina Szabłowska
- Marianna Majewska
- Ema Jadwiga Wielgosz
- Maria Grodzka
- Hanna Schoenherr
- Jadwiga Biernacka
- Irena Piotrowska
- Marek Cieślewicz
- Danuta Głowacz
- Dorota Siudzik
- Beata Jolanta Budzińska